# Leopoldo Montini
Leopoldo Montini (Campodipietra, 22 febbraio 1894 – Monte Sei Busi, 18 luglio 1915) è stato un militare italiano, decorato di Medaglia d'oro al valor militare alla memoria nel corso della prima guerra mondiale.

## Biografia
Nacque a Campodipietra il 22 febbraio 1894, figlio di Antonio, di professione insegnante elementare, e di Elvira Panichelli. Frequentò dapprima il Convitto "Mario Pagano" di Campobasso, per concludere poi gli studi superiori presso il Liceo "Pietro Giannone" di Benevento nel 1912, senza sostenere l'esame di licenza a causa dell'altissima media di voti riportata. L’anno dopo si arruolò volontario nel Regio Esercito come Allievo ufficiale di complemento. Assegnato al 15º Reggimento di fanteria della Brigata "Savona", e il 15 marzo 1914 fu promosso sottotenente di complemento. Trasferito al 14º Reggimento fanteria "Pinerolo" di stanza a Foggia, dopo il terremoto di Avezzano, in Abruzzo, prese parte con il suo reparto alle operazioni di soccorso delle popolazioni colpite.  Deciso a intraprendere la carriera militare sostenne presso la Scuola di applicazione di fanteria di Parma gli esami per la promozione a sottotenente in servizio permanente effettivo. Con l'entrata in guerra del Regno d'Italia, avvenuta il 24 maggio 1915, partì per il fronte in forza al 14º Reggimento di fanteria. Assegnato alla 8ª Compagnia del II Battaglione, si distinse subito per l'intelligenza, la temerarietà e la capacità di condurre i suoi uomini. Già nei primi giorni di combattimento si distinse particolarmente sul Monte Sei Busi, tanto da ricevere un encomio solenne e la proposta di assegnazione di una Medaglia d’argento al valor militare. La sua abilità nell'aprire i varchi nei reticolati utilizzando i tubi di gelatina esplosiva sul Selz, gli diede fama di specialista invulnerabile. Il 18 luglio 1915, all'inizio della seconda battaglia dell'Isonzo, cadde colpito a morte dal fuoco di fucileria mentre guidava i suoi soldati a Quota 118 nel tentativo di rimuovere, con l'uso di esplosivi, i reticolati che impedivano al plotone di andare all'attacco del nemico. Per onorarne il coraggio fu decretata l'assegnazione della Medaglia d'oro al valor militare, concessa con decreto luogotenenziale del 1º giugno 1916.
In seguito gli è stato intitolato l'Istituto comprensivo di Campobasso.

### Annotazioni
1. ↑  Nonostante la giovane età ricopri vari incarichi di ordine pubblica nelle zone di Lucera e San Severo.

### Fonti
1. 1 2  Carolei, Greganti, Modica 1968, p. 42.
2. 1 2 3 4 5 6 7 8  Combattenti Liberazione.
3. 1 2 3  Molise Tabloid.
4. 1 2 3 4  Coltrinari, Ramaccia 2018, p. 81.
5. ↑   MONTINI Leopoldo, Medaglia d'oro al valor militare, su quirinale.it. URL consultato il 17 settembre 2018.
6. ↑   Bollettino ufficiale delle nomine, promozioni e destinazioni negli uffiziali dell'esercito italiano e nel personale dell'amministrazione militare, 1916,  p. 2164.